# San Miguel Panixtlahuaca
San Miguel Panixtlahuaca è un comune del Messico, situato nello stato di Oaxaca.